# Casale Litta
Casale Litta ist eine italienische Gemeinde (comune) in der Provinz Varese in der Region Lombardei.

## Geographie
Die Gemeinde liegt etwa 8,5 Kilometer südwestlich von Varese und bedeckt eine Fläche von 10,66 km². Zu Casale Litta gehören die Fraktionen Bernate, Tordera, Gaggio, San Pancrazio, Villadosia und Bosco Grande. Die Nachbargemeinden sind: Bodio Lomnago, Crosio della Valle, Daverio, Inarzo, Mornago, Varano Borghi und Vergiate.

## Geschichte
Die Ortschaft Casale, die in den Statuten der Straßen und Gewässer des Mailänder Landes von 1346 als Casate con Dordera erwähnt wird und zur Pieve von Somma gehörte, gehörte zu den Gemeinden, die zur Instandhaltung der Straße von Rho beitrugen (1346). In den Registern des Estimo (Grundbuch) des Herzogtums Mailand von 1558 und den nachfolgenden Aktualisierungen im 17. und 18. Jahrhundert wurde Casale in dieselbe Pieve aufgenommen.
Aus einer Notiz über die Zusammenschlüsse von 1730 geht hervor, dass der Zusammenschluss von Casale, Bernate, Inarzo und Tordera durch ein Dekret vom 26. November 1730 genehmigt wurde. Die vier Orte sind bereits 1722 in einer einzigen Karte des so genannten Teresianischen Katasters beschrieben, wie in der gleichen Notiz vermerkt. 1714 wurden Casale, Bernate und Inarzo in der Liste der Lehnsleute von Benaglio an Giulio Visconti Borromeo Arese belehnt, während Tordera in dem Buch nicht beschrieben wurde. Im Jahr 1751 hatte das Gebiet laut den Antworten auf die 45 Fragen des zweiten Volkszählungsrates mehrere Feudalherren, nämlich das Haus Litta, den Grafen Biglia, den Grafen Archinto und den Herrn Pusterla, an die etwa dreihundert Lire gezahlt wurden. Der Richter, der nicht bezahlt wurde, hatte seinen Sitz in Varese. Ein Teil der Höfe der Gemeinde unterstand direkt dem Vikar von Seprio, wo sie alle um den Eid konkurrierten.
Casale war mit seinen Gehöften eine eigenständige Gemeinde und hatte nicht die Absicht, seinen Status zu ändern. Es gab keinen Bürgermeister oder Regenten, nur den Konsul und den Kanzler. Der Konsul wurde jeden Monat ausgetauscht und auf Befehl der Gemeinde zu einer Versammlung einberufen, die auf dem öffentlichen Platz stattfand und durch das Läuten der Glocke eingeleitet wurde. Der Konsul und der Kanzler kümmerten sich um das Schriftgut und die Verteilung der Steuerlasten; das Schriftgut blieb beim Kanzler, der in Cuirone residierte.

## Bevölkerung
| Bevölkerungsentwicklung | Bevölkerungsentwicklung | Bevölkerungsentwicklung | Bevölkerungsentwicklung | Bevölkerungsentwicklung | Bevölkerungsentwicklung | Bevölkerungsentwicklung | Bevölkerungsentwicklung | Bevölkerungsentwicklung | Bevölkerungsentwicklung | Bevölkerungsentwicklung | Bevölkerungsentwicklung | Bevölkerungsentwicklung | Bevölkerungsentwicklung | Bevölkerungsentwicklung |
| ----------------------- | ----------------------- | ----------------------- | ----------------------- | ----------------------- | ----------------------- | ----------------------- | ----------------------- | ----------------------- | ----------------------- | ----------------------- | ----------------------- | ----------------------- | ----------------------- | ----------------------- |
| Jahr                    | 1730                    | 1751                    | 1809                    | 1812                    | 1853                    | 1871                    | 1901                    | 1921                    | 1951                    | 1971                    | 1991                    | 2001                    | 2011                    | 2021                    |
| Einwohner               | 534                     | 565                     | *1119                   | *1622                   | 1251                    | 1775                    | 2044                    | 1629                    | 1761                    | 1993                    | 2235                    | 2420                    | 2652                    | 2708                    |

- 1809 Fusion mit Mornago (dann wieder unabhängig)
- 1812 Fusion mit den Fraktionen Villa Dosia und San Pancrazio

## Sehenswürdigkeiten
- Kirche San Biagio, erwähnt Ende 14. Jahrhundert, restauriert 1793/1798, mit Orgel (erste Mitte 19. Jahrhundert) Werke von Maroni Biroldi aus Varese.
- Alte Festung Torrioni im Ortsteil Tordera Superiore.